# Idalia Anreus
Idalia Anreus (La Habana, 16 de agosto de 1932 - Elizabeth, 2 de enero de 1998) fue una actriz cubana que trabajó en teatro y cine.
En 1950 viajó a México, donde estudió cosmetología y publicidad.
En 1952 ―mientras trabajaba como cosmetóloga― comenzó su vinculación con la actuación, como autodidacta, en el grupo Teatro Universitario. Trabajó en teatro para niños a través de su hermana menor, la actriz de teatro Gladys Anreus.
Al año siguiente de la Revolución cubana (1959), ya como actriz profesional, trabajó en la Sala Tespis (La Habana).
A fines de los años sesenta y principios de los setenta trabajó en el grupo de teatro político Bertolt Brecht.
Su primera película de cine fue La salación (La Habana, 1966), una comedia dirigida por el cineasta Manuel Octavio Gómez (1934-1988), donde trabajaron también dos de sus hermanas, Dinorah y Nereyda.
En 1968 se casó con Gómez. Desde entonces apareció como protagonista en muchas de sus películas. Entre 1966 y 1983 apareció en once películas.
Por su papel protagónico en Los días del agua, compartió con la actriz soviética Ada Rogovtseva (1937-) el «Premio a la mejor actriz» en el Séptimo Festival Internacional de Cine de Moscú.
Apareció en televisión, dirigida por Eduardo Moya, en la obra La agonía del difunto, con Luis Alberto Ramírez.
A mediados de los años ochenta tuvo que retirarse de la actuación debido a un cáncer de garganta.
El 1 de enero de 1998, cuando visitaba a sus hermanas en Elizabeth (Nueva Jersey) ―a 20 km de Nueva York―, tuvo un accidente automovilístico, y falleció en Nueva York el 2 de enero de 1998 ―cuando se cumplían diez años de la muerte de su esposo, Manuel Octavio Gómez― de un ataque al corazón.

## Trabajos

### Filmografía[7]
- 1966: La salación, dirigida por Manuel Octavio Gómez.
- 1967: Tulipa ―dirigida por Manuel Octavio Gómez―, como Tulipa
- 1968: La odisea del general José, dirigida por Jorge Fraga.
- 1968: Lucía (dirigida por Humberto Solás, con Raquel Revuelta y Teté Vergara), como La Fernandina, la monja loca.[8]
- 1969: La primera carga al machete, dirigida por Manuel Octavio Gómez.
- 1971: Los días del agua ―dirigida por Manuel Octavio Gómez, ganó el premio FIPRESCI (Fédération Internationale de la Presse Cinématographique: Federación Internacional de la Prensa Cinematográfica) y Anreus ganó el «Premio a la mejor actriz»―, como Antoñica Izquierdo, con su inolvidable frase «¡Perro maldito, al infierno!».
- 1973: Ustedes tienen la palabra, dirigida por Manuel Octavio Gómez.
- 1976: Un día de noviembre, dirigida por Humberto Solás, con Raquel Revuelta.
- 1978: Una mujer, un hombre, una ciudad ―dirigida por Manuel Octavio Gómez―, como Maritza.[8]
- 1979: Retrato de Teresa, dirigida por Pastor Vega, con Daisy Granados.
- 1979: No hay sábado sin sol, de Manuel Herrera.
- 1980: Guardafronteras, dirigida por Octavio Cortázar.
- 1983: El Señor Presidente ―dirigida por Manuel Octavio Gómez―, como la fiscal.[9]

## En teatro
- Yerma
- El alma buena de Tse-Chuan
- El conde de Alarcos
- El pagador de promesas
- Los días de la comuna
- Recuerdos de Tulipa.
- Nosotros, los abajo firmantes
- El círculo de tiza caucasiano
- Las pericas
- Los entremeses japoneses
- El relojero de Córdoba
- Mambrú se fue a la guerra
- La casa de Bernarda Alba

## Premios[10]
- 1971: Premio a la mejor actuación femenina en el Festival Internacional de Cine de Moscú (Unión Soviética), por Los días del agua.
- 1980: Premio a la mejor actuación femenina en el Festival de Teatro de La Habana, por Yerma.
- 1980: Premio de la Unión de Actores de Bulgaria en el Festival Internacional de Teatro en Televisión de Plovdiv (Bulgaria).